# 스톡턴온티스구

스톡턴온티스 구의 위치

스톡턴온티스구(영어: Borough of Stockton-on-Tees)는 잉글랜드 더럼주, 노스요크셔주에 위치한 단일 자치구로 중심 도시는 스톡턴온티스이며 면적은 205.0km2, 인구는 194,119명(2014년 기준)이다. 1996년 4월 1일에 신설되었다.